# 米科拉·沃羅內
米科拉·金德拉托维奇·沃罗內（烏克蘭語：Мико́ла Кіндра́тович Ворони́й，羅馬化：Mykola Kindratovych Voronyi，發音：[mɪˈkɔlɐ kinˈdrɑtowɪtʃ woroˈnɪj]；1871年12月6日—1938年6月7日；又譯沃罗尼），烏克蘭作家、诗人、演员、导演和政治活动家。
他曾是馬爾科·克羅皮夫尼茨基剧团的演出者，在Ruska Besida剧院演出。沃罗內是烏克蘭中央拉達的创始成员之一，也是1917年乌克兰国家剧院的创始人
1938年，他被蘇聯内务人民委员会（三人法庭）在敖德薩判處並即使執行死刑，罪名是“參與乌克兰军国主义和民族主义组织”。